# Skapulierbruderschaft

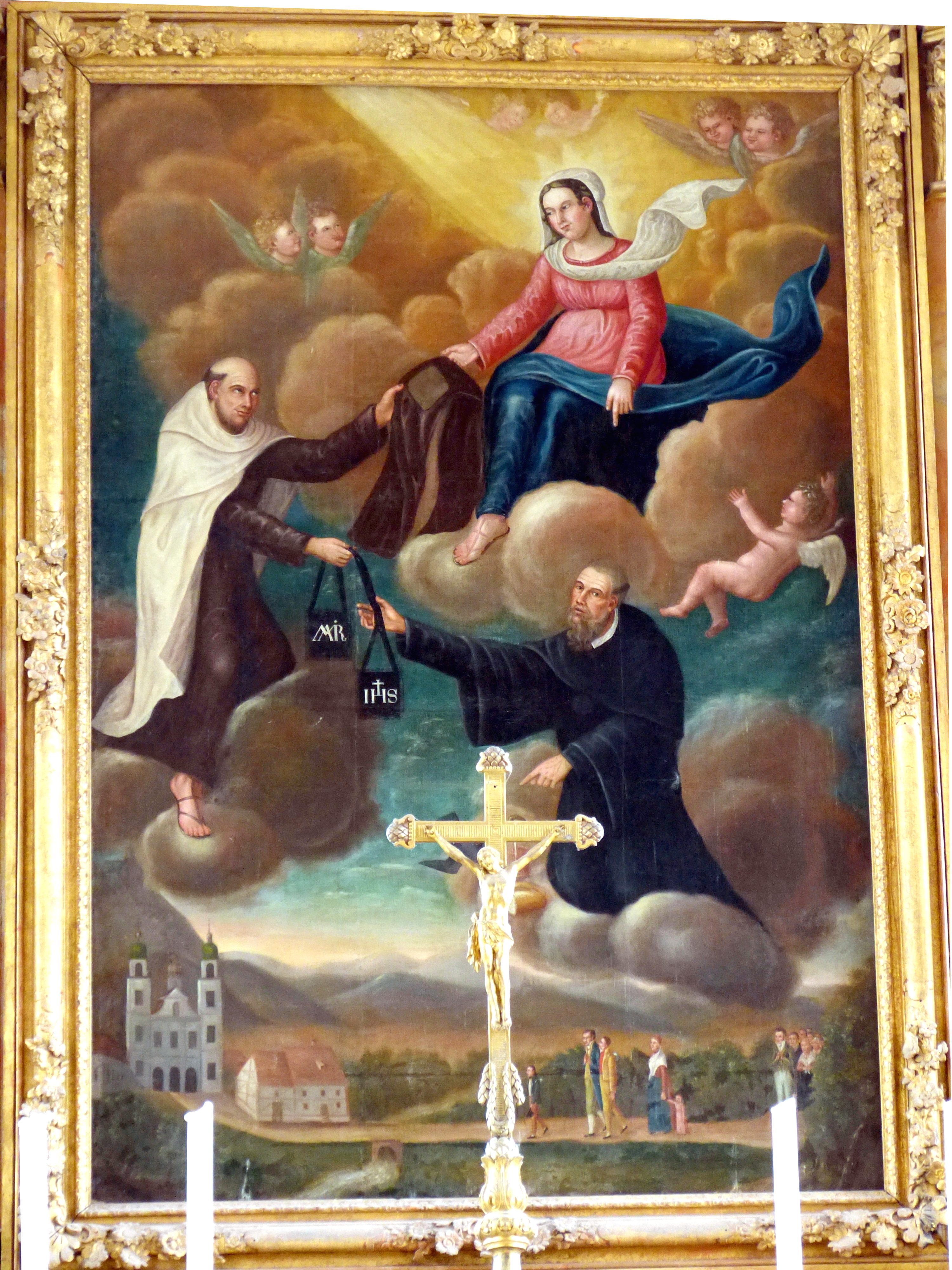
Maria reicht Stock das braune Skapulier

Eine Skapulierbruderschaft ist eine fromme Vereinigung von Katholiken. Die Mitglieder (Männer und Frauen) tragen ein kleines Skapulier um den Hals, das eine Miniaturform des Skapuliers darstellt. Die Verehrung des Skapuliers, entweder privat oder in regelmäßigen öffentlichen Zusammenkünften der Bruderschaft, ist oft mit Marienverehrung verbunden. Häufig sind Ablässe damit verbunden. Es gibt verschiedene Arten von Skapulieren; oft werden sie von einem Orden (Karmeliten, Trinitarier usw.) vermittelt und gefördert.

## Skapulierbruderschaft Unserer Lieben Frau auf dem Berge Karmel
Dies ist die älteste Form der Skapulierbruderschaften. Der Überlieferung zufolge erschien dem heiligen Simon Stock, dem angeblich amtierenden Ordensgeneral der Karmeliten, am 16. Juli 1251 in Cambridge die Gottesmutter Maria. In der Vision trug sie ein Skapulier in der Hand und gab Stock das Versprechen, dass jeder, der es trage, unter ihrem besonderen Schutz stehe. Auch Angehörige anderer Orden und schließlich Laien baten darum, ein solches „braunes“ Skapulier tragen zu dürfen. Skapulierbruderschaften sind nicht auf Karmelklöster beschränkt.

### Mitgliedschaft

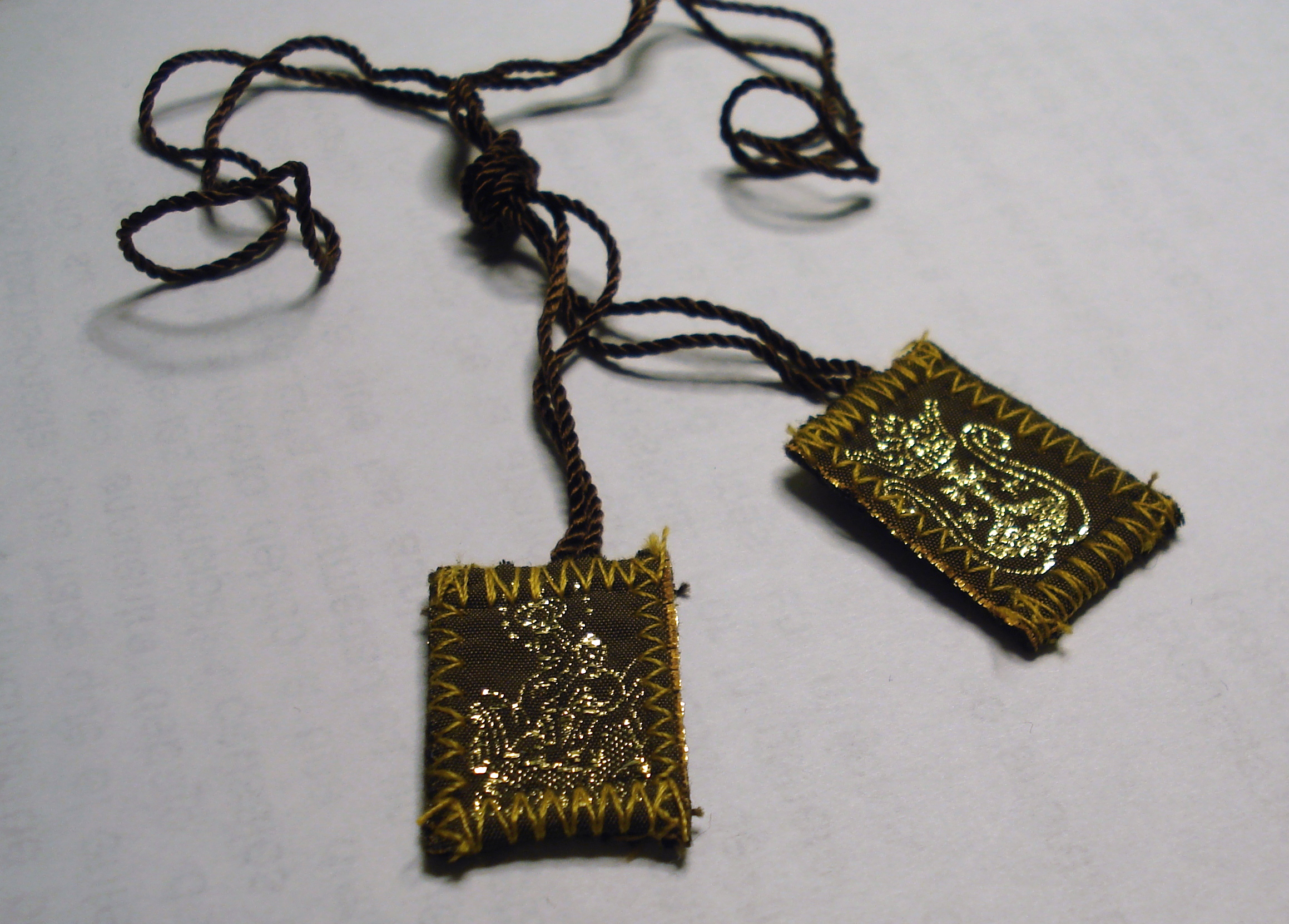
Typisches „braunes“ Skapulier

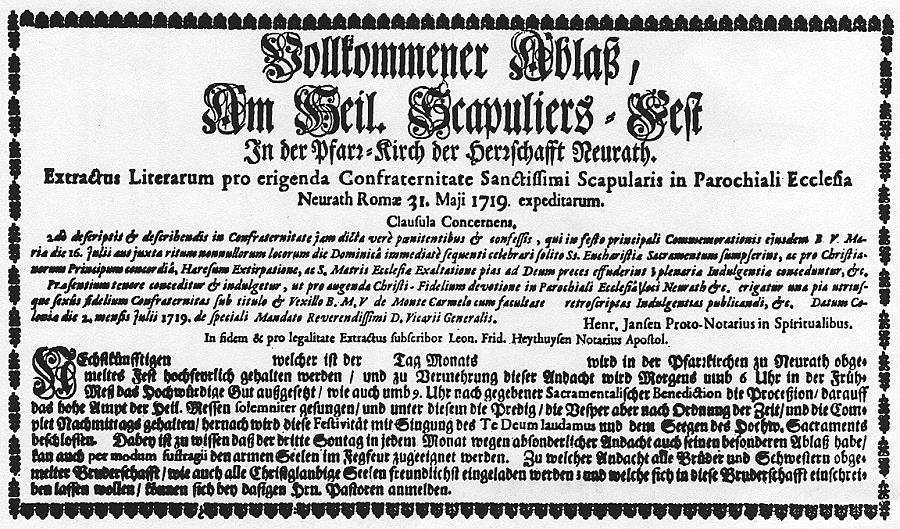
Ablassdiplom, 1719

Die Mitglieder der Skapulierbruderschaft fühlen sich der Gottesmutter in besonderer Weise verbunden und sollen nach einer dem hl. Simon Stock gegebenen Verheißung am ersten Samstag nach dem Tod aus dem Fegefeuer befreit werden. Die Mitglieder einer Skapulierbruderschaft sollen keusch leben, außerdem die marianischen Tageszeiten beten oder mittwochs, freitags und samstags auf Fleischspeisen verzichten oder täglich den Rosenkranz beten. Beim Eintritt in eine Skapulierbruderschaft wird dem Eintretenden von einem Priester ein kleines Skapulier aufgelegt.